# 5699 (année hébraïque)
5699 (hébreu : ה'תרצ"ט , abbr. : תרצ"ט) est une année hébraïque qui a commencé à la veille au soir du 26 septembre 1938 et s'est finie le 13 septembre 1939. Cette année a compté 353 jours. Ce fut une année simple dans le cycle métonique, avec un seul mois de Adar. Ce fut la première année depuis la dernière année de chemitta.

## Calendrier
Ce calendrier hébraïque de l'année 5699 donne les correspondances avec les dates du calendrier grégorien.
Le premier nombre dans chaque case correspond au jour du mois hébraïque. Les jours en couleurs sont des jours remarquables juifs .
| ◄◄ | 5699 | ►► |

## Événements
- Accords de Munich
- Nuit de Cristal
- Pacte germano-soviétique

## Naissances
- Bart Berman
- Arik Einstein
- Shmuel Halpert
- Yael Dayan
- Amos Oz
- Reuven Rivlin

## Décès
- Mustafa Kemal Atatürk
- Ossip Mandelstam
- Ghazi (roi d'Irak)
- Joseph Lyons

5694 - 5695 - 5696 - 5697 - 5698 - 5699 - 5700 - 5701 - 5702 - 5703 - 5704